# Na zlatom kryl'ce sideli
Na zlatom kryl'ce sideli (На златом крыльце сидели) è un film del 1986 diretto da Boris Vladimirovič Rycarev.

## Trama
Il film racconta di due re: Fedot e Amfibrachy, che sono stati fianco a fianco per molto tempo. All'improvviso Amfibrachy scomparve, lasciando la regina e la figlia. Era troppo difficile per la regina governare lo stato da sola e decide di sposare sua figlia. Fedot aveva tre figli, uno dei quali è stato in grado di conquistare il cuore di Alena e liberare Amfibrachy.